# Земляные ракши-ателорнисы
Земляные ракши-ателорнисы (лат. Atelornis) — небольшой род птиц из семейства земляные ракши (Brachypteraciidae). Род является эндемичным для Мадагаскара.

## Состав рода
Международный союз орнитологов выделяет два вида:
- Синеголовая земляная ракша-ателорнис (Atelornis pittoides)
- Кросслеева земляная ракша-ателорнис (Atelornis crossleyi)

## Поведение
- Голос Atelornis pittoides на сайте xeno-canto.org
- Голос Atelornis crossleyi на сайте xeno-canto.org